# Delta Holding

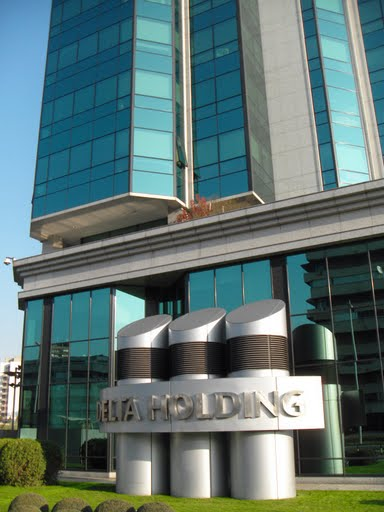
Головний офіс Delta Holding

Delta Holding — компанія, основними напрямками діяльності якої є: виробництво в галузях сільського господарства, харчових продуктів, а також імпорт та експорт товарів, дистрибуція, представництво іноземних компаній, продаж автомобілів та розвиток на ринку нерухомості.
Компанія заснована 4 лютого 1991 року і завдяки активній позиції на внутрішньому ринку Сербії та досягнення значних успіхів в співпраці з міжнародними компаніями.
Основними партнерами сербської компанії є такі відомі концерни, як British American Tobacco, BASF, Syngenta, Honda, BMW, Generali Group InterContinental Hotels Group, Bayer, Beieresdorf.

## Структура компанії
Delta Holding включає чотири відділення для забезпечення своєї діяльності. Зокрема:

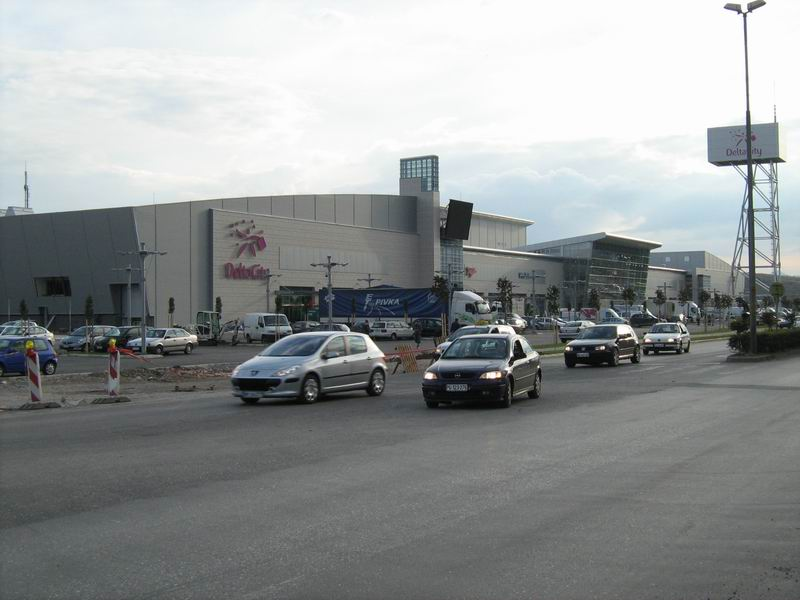
Торговий центр в Подгориці Delta City

1) Delta Agrar Grupa — спеціалізується на виробництві харчових продуктів та сільського господарства. Це відгалуження компанії займається вирощуванням, продажем та переробкою на заводах овочів, фруктів та зернових, фермерством і рибалкою. Окрім того, в сфері агропромисловості здійснюється розподіл насіння, пестицидів та сільськогосподарської техніки. Таким чином, в робочому процесі Delta Agrar залучено 1500 працівників, обробляється 16000 гектарів земель та діє розгалужена система просування продукції на ринку.
2) Delta Real Estate Group — програма, основним напрямком діяльності якої впровадження нових стандартів на ринку нерухомості. Підрозділ охоплює всі ланки цієї галузі, починаючи від планування і створення проекту і закінчуючи реалізацією вже збудованого об'єкту. Важливим фактором є багатопрофільність, що дозволяє займатися продажем як окремих приміщень, так і офісних, житлових чи готельних будівель.
Прикладом цього є перший торговий центр Дельта-Сіті в Белграді і Сербії в цілому, а потім і в Підгориці та готель «Crowne Plaza», відкритий після реконструкції 30 грудня 2013 року.
3) Delta Distribucija — компанія-член Delta Holding, що займається розподілом споживчих товарів та в структуру якої входять напрямки Delta Transportation System та Automobiles. Основна діяльність спрямована на доставку товарів, їх зберігання на складах та підтримання і розвиток інфраструктури. Відгалуження транспортних систем відповідає за логістику, а відділ, що спеціалізується на автомобілях імпортує їх, продає та розширює мережу автоцентрів.
4) Delta Fondacija — основний партнер зі реалізації гуманітарної допомоги, заходів в галузі культури, освіти, охорони здоров'я, захисту навколишнього середовища та соціального забезпечення. Для контролю та систематизації роботи створено Delta Holding Delta Foundation.

## Використані джерела
1. За матеріалами сайту компанії Delta [Архівовано 24 травня 2016 у Wayback Machine.] Holding [Архівовано 24 травня 2016 у Wayback Machine.]